# Heliopauză
În astronomie, heliopauza este limita la care vântul solar de la Soare este oprit de mediul interstelar.
Prin analogie, heliopauza este magnetopauza dintre magnetosfera Sistemului Solar și curenții plasmatici ai galaxiei.

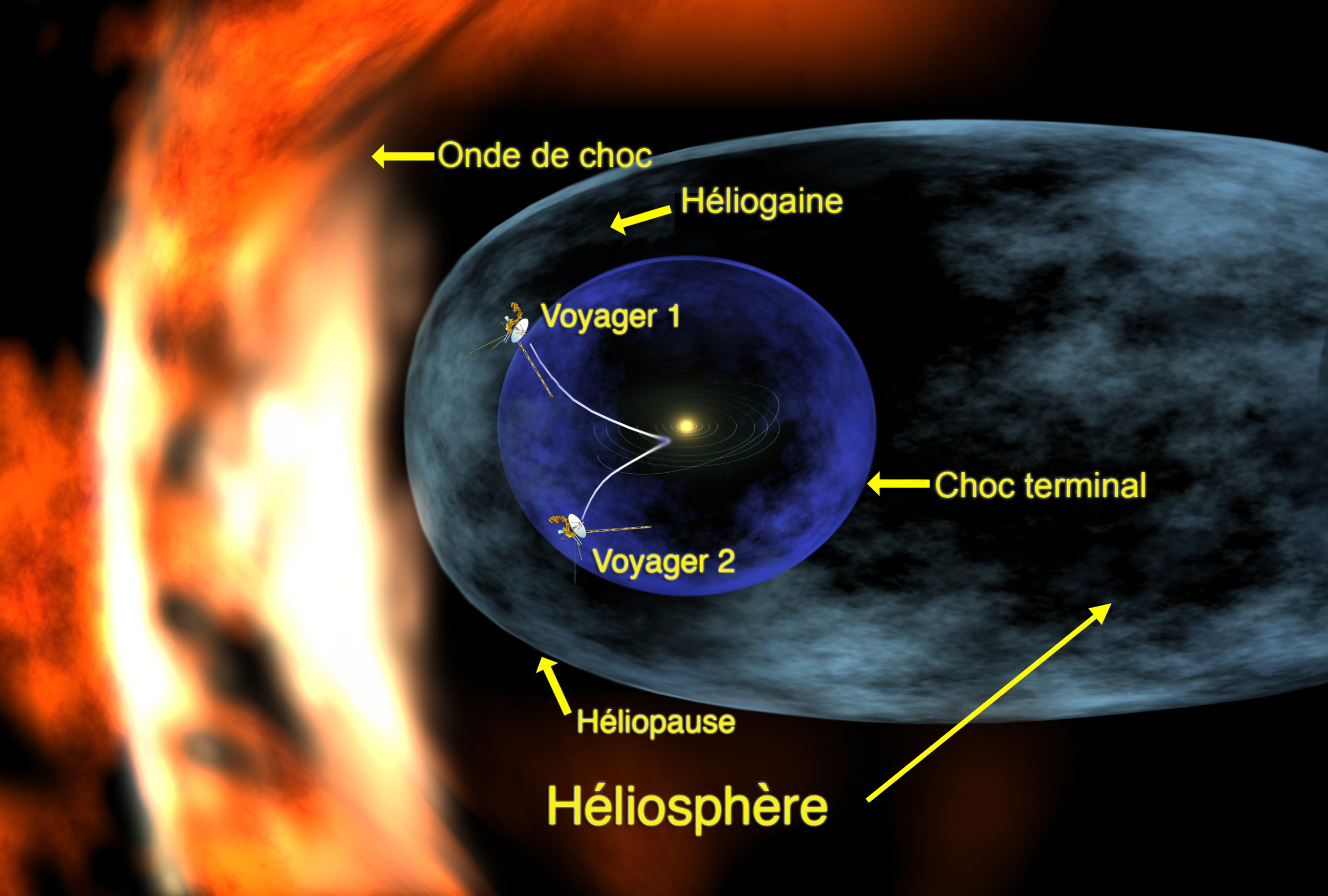
Schemă simplificată a heliosferei, arătând poziția aproximativă a sondelor Voyager 1 și 2 în 2005.

## Structură
Vântul solar suflă o „bulă” în mediul interstelar (gazul rarefiat de heliu și hidrogen care umple galaxia). Această bulă se numește heliosferă, iar limita exterioară a acesteia se află acolo unde forța de împingere a vântului solar nu mai este suficientă pentru a împinge înapoi mediul interstelar, format din vânturile stelare ale stelelor din apropiere și norii de gaz dintre ele. Această limită, heliopauza, este adesea considerată a fi limita exterioară a Sistemului Solar. 
În interiorul heliosferei există o limită numită „șoc terminal”, unde particulele supersonice ale vântului solar sunt încetinite la viteze subsonice de mediul interstelar. Stratul dintre șocul terminal și heliopauză este heliogana. Atunci când particulele emise de Soare se ciocnesc cu particulele interstelare, acestea încetinesc emițând energie (încălzindu-se). Multe particule se acumulează acolo și în jurul heliopauzei, puternic energizate de decelerarea lor, creând o undă de șoc.
Distanța până la heliopauză nu este cunoscută cu precizie. Probabil că este mult mai scurtă pe partea Sistemului Solar care se află în fața mișcării orbitale în galaxie. De asemenea, ea poate varia în funcție de viteza actuală a vântului solar și de densitatea locală a mediului interstelar. S-ar afla mult dincolo de orbita lui Pluto și de Centura Kuiper. Cu toate acestea, în august 2018, sonda spațială New Horizons a raportat o întâlnire cu o structură mare dincolo de Centura Kuiper, care ar putea fi similară cu heliopauza.

## Studiu
Lansată în 1989, Voyager Interstellar Mission (VIM) a sondelor Voyager 1 și Voyager 2 a avut ca scop descoperirea și studierea șocului terminal, a helioganei și a heliopauzei. În 2003, revista Nature a publicat două articole științifice succesive pe această temă, în care autorii au interpretat măsurătorile sondei Voyager 1 în favoarea sau în defavoarea atingerii șocului terminal de către sondă. Detectorul de plasmă nu mai era operațional de câțiva ani, dar oamenii de știință au studiat datele altor detectoare, iar controversa a apărut din cauza faptului că în august 2002 (la 84,7 UA de Soare)
Voyager 1 ar fi trecut dincolo de șocul terminal și, în februarie 2003 (la 87 UA), s-ar fi întors în interior. Interpretarea cea mai frecventă pare a fi aceea că limitele definite aici sunt foarte fluctuante (fără îndoială, sub influența directă a vântului solar). Dar interpretarea datelor rămâne sub semnul întrebării și este posibil ca fenomenul observat să nu fie decât un prevestitor al șocului terminal însuși.
În mai 2005, la NASA a anunțat că, mulțumită noilor date, comunitatea științifică a fost de acord să spună că Voyager 1 a străbătut șocul terminal și că a intrat în heliogană. Voyager 1 ar trebui să atins heliopauza până în 2020, cu un ritm de 3 UA pe an și ar fi trebuit să fi dispus de destulă energie pentru a transmite pe Terra informațiile culese.
În 2007, Voyager 2 a ajuns și el în heliogană, iar instrumentele sale de măsurare, în stare de funcționare, au dezvăluit ceva mai multe despre această zonă. Intensitatea vântului solar variază în funcție de activitatea stelei noastre, heliogana pare să pulseze, iar distanța sa variază. Intensitatea câmpurilor magnetice întâlnite variază, de asemenea, foarte mult, contrar previziunilor, iar temperatura scade de zece ori mai puțin decât prevedeau modelele. Voyager 2 urma să ajungeă la heliopauză la mijlocul anilor 2010 și ar trebui să fi continuat să funcționeze până în 2020.
A fost observată o creștere bruscă a intensității fluxului de particule cosmice măsurate de sonda Voyager 1, apoi o stabilizare la începutul lunii iulie 2012, un eveniment pe care astronoama franceză Rosine Lallement îl consideră semnalul corespunzător trecerii frontierei dintre Sistemul nostru Solar și mediul interstelar, heliopauza. Se crede că este primul obiect creat de om care traversează această graniță, care se află la peste 120 UA de Soare și are o grosime de aproximativ o jumătate de Unitate Astronomică. Viteza de croazieră a lui Voyager 1 este de peste 60.000 km/h.